# Dasylophia lucia
Dasylophia lucia är en fjärilsart som beskrevs av William Schaus 1901. Dasylophia lucia ingår i släktet Dasylophia och familjen tandspinnare. Inga underarter finns listade i Catalogue of Life.